# Marie-Laure Valla
Marie-Laure Valla, née le 26 avril 1963 à Fribourg-en-Brisgau (Allemagne de l'Ouest) et morte le 3 janvier 2022 à Saint-Nazaire, est une décoratrice de cinéma française.

## Biographie
Marie-Laure Valla commence sa carrière en tant qu'assistante metteure en scène en  collaborant avec Jean-Paul Goude sur la parade du bicentenaire en 1989.
Elle se tourne ensuite vers le cinéma en tant que décoratrice et alterne les comédies populaires : La Cité de la peur avec Les Nuls, Michael Kael contre la World News Company avec Benoît Delépine, Camping de Fabien Onteniente, Monsieur Papa de Kad Merad et les films d'auteur : La Fille de d'Artagnan de Bertrand Tavernier, La Moustache d'Emmanuel Carrère, Barbe bleue de Catherine Breillat...
Marie-Laure Valla collabore deux fois avec Jean-Pierre Jeunet : en 1995 pour La Cité des enfants perdus et en 2001 pour Le Fabuleux Destin d'Amélie Poulain. Le film fait plus de 8,6 millions d'entrées en France. Il est nommé 5 fois aux
Oscars du cinéma 2002 dont Marie-Laure Valla pour l'Oscar des meilleurs décors.
Elle  travaille également à l'international avec Surviving Picasso de James Ivory avec Anthony Hopkins et Les Recettes du bonheur de Lasse Hallström avec Helen Mirren.

## Filmographie

### Cinéma
- 1993 : Je m'appelle Victor de Guy Jacques
- 1994 : La Cité de la peur de Alain Berbérian
- 1994 : La Fille de d'Artagnan de Bertrand Tavernier
- 1995 : La Cité des enfants perdus de Marc Caro et Jean-Pierre Jeunet
- 1996 : Surviving Picasso de James Ivory
- 1998 : Michael Kael contre la World News Company de Christophe Smith
- 2001 : Le Fabuleux Destin d'Amélie Poulain de Jean-Pierre Jeunet
- 2004 : Demain on déménage de Chantal Akerman
- 2004 : La Première Fois que j'ai eu 20 ans de Lorraine Lévy
- 2005 : La Moustache d'Emmanuel Carrère
- 2006 : Camping de Fabien Onteniente
- 2007 : Mister Lonely
- 2007 : Trois amis de Michel Boujenah
- 2009 : Barbe bleue de Catherine Breillat
- 2009 : Incognito de Éric Lavaine
- 2011 : Monsieur Papa de Kad Merad
- 2014 : Les Recettes du bonheur de Lasse Hallström

### Télévision
- 2009 : Femmes de loi
- 2012 : Le Cerveau d'Hugo
- 2013 : Détectives, série
- 2013 : L'Escalier de fer

## Distinction

### Nomination
- Oscars du cinéma 2002 : Oscar des meilleurs décors pour Le Fabuleux Destin d'Amélie Poulain